# مونبریسون (لوآر)
مونبریسون (به فرانسوی: Montbrison) یک کمون در فرانسه است که در Canton of Montbrison واقع شده‌است.

## خصوصیات
مونبریسون ۱۶٫۳۳ کیلومترمربع مساحت و ۲۱٬۵۸۹ نفر جمعیت دارد و ۳۹۹ متر بالاتر از سطح دریا واقع شده‌است.

## خواهرخوانده
شهر سژانا خواهرخواندهٔ مونبریسون (لوآر) هست.